# グレミャーシュチイ級フリゲート
グレミャーシュチイ級フリゲート (グレミャーシュチイきゅうフリゲート、ロシア語: Гремящий - "thunderous") はロシア海軍のフリゲートで、ロシア海軍での正式名は20385型警備艦。ステレグシュチイ級の発展型であり、ステレグシュチイII級フリゲートと呼ばれることもあるほか、日本の統合幕僚監部はステレグシチーII型フリゲートと呼称している。サンクトペテルブルクのアルマース中央海洋設計局で設計され、1番艦は2011年5月26日に起工、起工式が2012年2月1日に挙行された。 

## 計画
グレミャーシュチイ級は多目的フリゲートであり、ステレグシュチイ級を補完することを意識して設計されている。より長期間の任務に堪えうるよう居住性の改善に意が用いられているほか、巡航ミサイルの運用能力を有する。 
グレミャーシュチイ級は主機関としてドイツのMTUフリードリヒスハーフェン製ディーゼルエンジンを搭載する予定であったが、ロシアのクリミア侵攻に対する制裁により、最初の2基以降の輸出は差し止められ、発注もキャンセルされた。この代替として、ステレグシュチイ級で採用した機関が発注された。 
2016年5月19日現在、サンクトペテルブルクのセヴェルナヤ造船所に付帯するコロムナ工場が生産するロシア国産の1DDA-12000ディーゼルエンジンに換装されている。

## 設計
グレミャーシュチイ級はステレグシュチイ級よりも各部寸法および排水量が拡大されている。
艦体は鋼製で9つの水密区画に分かれており、上部構造には複合材、艦首はバルバスバウを採用している。ヘリコプター格納庫の上に後部マストが設けられておらず、射撃指揮用レーダーと航法レーダーをそれぞれ個別に外部に取り付けるのではなく、単一の統合型メインマストに収められるようになった。多機能レーダーの形状もステレグシュチイ級と異なる。
ソーブラジテルヌイなど20381型が艦首に艦対空ミサイルシステム リドゥートのVLSを12基備えていたのに対し、グレミャーシュチイ級ではカリブルまたはオーニクスを発射可能なUKSK VLSを艦首に8基、リドゥートVLSを艦尾に4基備えている。

## 同型艦一覧
| 名               | 艦番号 | 造船所                                      | 起工           | 進水           | 就役            | 所属       | 状態   |
| ---------------- | ------ | ------------------------------------------- | -------------- | -------------- | --------------- | ---------- | ------ |
| グレミャシュチイ | 337    | サンクトペテルブルク セヴェルナヤ造船所     | 2011年 5月26日 | 2017年 6月30日 | 2020年 12月29日 | 太平洋艦隊 | 就役中 |
| プロヴォールヌイ |        | サンクトペテルブルク セヴェルナヤ造船所     | 2013年 7月25日 | 2024年 6月18日 |                 | 太平洋艦隊 | 建造中 |
| ブイヌイ         |        | コムソモリスク・ナ・アムーレ アムール造船所 | 2021年 8月23日 |                |                 | 太平洋艦隊 | 建造中 |
| ラズームヌイ     |        | コムソモリスク・ナ・アムーレ アムール造船所 | 2022年 6月12日 |                |                 |            | 建造中 |
| ブィーストルイ   |        | コムソモリスク・ナ・アムーレ アムール造船所 | 2022年 7月1日  |                |                 |            | 建造中 |

## 運用史
2021年12月17日、建造中の2番艦「プロヴォールヌイ」で火災事故が発生した。